# Wesselin Minew
Wesselin Minew (bulgarisch Веселин Минев, engl. Transkription Veselin Minev; * 14. Oktober 1980 in Pasardschik) ist ein bulgarischer Fußballspieler, welcher für Lewski Sofia spielt. Seine Position ist die Verteidigung.

## Karriere
Wesselin Minew begann seine Karriere bei Hebar Pasardschik, wo er von 1999 bis 2001 in der ersten Mannschaft spielte. 2001 verließ er dann den Verein und wechselte zu Belasiza Petritsch. 2004 wechselte Minew zu Botew Plowdiw und seit 2006 spielt er bei Lewski Sofia. In seiner Zeit bei Lewski wurde man zweimal Meister (2007, 2009), einmal Pokalsieger (2007) und zweimal Supercupsieger (2007, 2009).
Für Bulgarien spiele Minew bisher vier Mal. Sein Debüt für die Nationalmannschaft gab er am 10. Oktober 2009 gegen Zypern. Minew spielte durch. Das Spiel in Larnaka wurde 1:4 verloren.
Minew spielt seit der Saison 2011/12 in der Türkei für Antalyaspor. In seiner ersten Saison eroberte er sich hier schnell einen Stammplatz und absolvierte insgesamt 25 Ligaspiele. Die zweite Spielzeit saß er überwiegend auf der Ersatzbank. So wurde drei Spieltage vor der Winterpause der Saison 2012/13 nach gegenseitigem Einvernehmen sein Vertrag aufgelöst.

## Erfolge
- bulgarischer Meister 2006/07, 2008/09
- bulgarischer Pokalsieger 2007
- bulgarischer Supercupsieger 2007, 2009